# Sant Joan Fumat
Sant Joan Fumat és un nucli de població i una entitat municipal descentralitzada de les Valls de Valira, a l'Alt Urgell. El 2019 hi vivien 32 habitants. Es troba vora el riu de Civís, aigua avall del poble d'Ars.
L'església parroquial està dedicada a sant Joan. A poca distància del poble hi ha el nucli agregat de Farrera dels Llops, amb la capella de Santa Agnès; i, ja prop del poble d'Asnurri, el nucli avui deshabitat de Ministrells i el Mas Trullà, que també són part integrant del terme de Sant Joan.
| 1990 | 1991 | 1994 | 1995 | 1996 | 2001 | 2003 | 2005 |
| ---- | ---- | ---- | ---- | ---- | ---- | ---- | ---- |
| 42   | 48   | 48   | 50   | 47   | 43   | 43   | 51   |